# Бочков, Василий Саввич
Васи́лий Са́ввич Бочков (23 августа 1846 — после 1917) — член IV Государственной думы от Могилевской губернии.

## Биография
Православный. Личный дворянин. Домовладелец (дом с усадьбой в Могилёве, оцененный в 35 тысяч рублей).
Окончил юридический факультет Санкт-Петербургского университета со степенью кандидата прав (1870) и был причислен к Министерству юстиции.
В 1872 году был назначен мировым судьей в Гомельский уезд. До 1904 года служил мировым судьей в Могилевской, Гродненской и Варшавской губерниях. Состоял почетным мировым судьей по Гомельскому и Могилевскому уездам. Дослужился до чина действительного статского советника (1 января 1916 года). Из наград имел ордена св. Станислава 2-й степени (1891), св. Анны 2-й степени (1899) и св. Владимира 4-й степени (1901). Избирался гласным Могилевской городской думы. Был председателем Могилевского отдела Всероссийского национального союза.
В 1912 году был избран членом Государственной думы от 1-го и 2-го съездов городских избирателей Могилевской губернии. Входил во фракцию русских националистов и умеренно-правых (ФНУП), после её раскола в августе 1915 года — в группу сторонников П. Н. Балашова. Состоял членом комиссий: по городским делам, по судебным реформам и по запросам.
Судьба после 1917 года неизвестна. Был женат.